# Родмансгатан (станция метро)
Станция Родмансгатан (швед. Rådmansgatan) станция расположена на Зелёной линии Стокгольмского метрополитена между станциями Уденплан и Хёторгет. Обслуживается маршрутом T17, T18, T19.
Названа станция из-за улицы Родманс (швед. Rådmansgatan) — Родмансгатан находящиеся рядом, сама станция находится в районе Васастаден. Станция подземного, двухпролётного, мелкого заложения. Станция обделана жёлтой керамической плиткой.
Станция занимает 9 место по загруженности в Стокгольме около 40000 человек.